# Space Duel
Space Duel è un videogioco arcade a grafica vettoriale presentato da Atari nel 1982 come successore di Asteroids Deluxe. Terzo capitolo della serie di Asteroids, fu messo in commercio per rimpiazzare il suo predecessore, che non aveva ripagato le aspettative di vendita. Rispetto ad Asteroids Deluxe, in Space Duel gli asteroidi erano sostituiti da diverse figure geometriche. Altro punto distintivo del gioco era la grafica a colori.
Space Duel fu il primo e unico gioco vettoriale di Atari multi-utente, in cui i giocatori potevano scegliere una speciale modalità cooperativa per terminare il gioco.

## Modalità di gioco

Schermata modalità 2 giocatori indipendenti

Derivando da Asteroids Deluxe, il gioco è molto simile ad esso: il giocatore deve totalizzare il punteggio più alto possibile distruggendo tutti i nemici e gli oggetti presenti sullo schermo. Il gioco termina quando il giocatore esaurisce le vite a disposizione. Una delle novità di Space Duel è la possibilità di giocare, oltre alle classiche modalità "partita singola" e "partita doppia", in una particolare modalità cooperativa nella quale le navicelle dei 2 giocatori sono collegate tra loro e si muovono come un blocco unico.
All'inizio del gioco viene data la possibilità di scegliere tra 4 modalità:
- Giocatore singolo (costo 1 gettone): classica partita a singolo giocatore.
- Due giocatori indipendenti (costo 2 gettoni): ogni giocatore pilota una navicello che può muoversi liberamente. I due giocatori possono spararsi tra di loro, distruggendosi con un colpo (o indebolendo lo scudo, se presente).
- Due giocatori collegati (costo 2 gettoni): le due navicelle sono collegate da una barra rigida e, sebbene possano ruotare indipendentemente, sono vincolate a rimanere sempre alla stessa distanza. Se ad esempio accelerano in direzioni opposte, finiscono per non muoversi affatto. Non possono spararsi tra loro.
- Giocatore singolo con 2 navicelle (costo 1 gettone): come nella modalità "due giocatori collegati", ma il giocatore controlla entrambe le navicelle, che eseguono gli stessi comandi

Come in Asteroids Deluxe, anche in Space Duel il giocatore è rappresentato da una navicella che si muove in uno spazio toroidale (se un oggetto esce dallo schermo a sinistra o in alto, rientra rispettivamente a destra o in basso). Ogni livello del gioco è completato quando il giocatore distrugge tutti gli oggetti presenti sullo schermo. Gli oggetti geometrici sono spezzettabili: se si colpisce un oggetto di dimensioni grandi, questo si spezzerà in 2 frammenti di dimensioni medie; ognuno di questi frammenti, se colpito, darà origine a 2 frammenti piccoli.
Sullo schermo possono comparire anche dei dischi volanti e dei satelliti, che sparano a caso un po' verso la navicella del giocatore ed un po' verso gli altri oggetti presenti. Ogni tanto appaiono 2 dischi volanti che si sparano a vicenda allontanandosi l'uno dall'altro: in questo caso il pericolo è rappresentato dal ritrovarsi nel loro tiro incrociato.
Esiste un altro tipo di oggetto denominato "debris", detrito. Anche questo può essere colpito ma più un detrito viene colpito più esso diventa aggressivo.
Quando tutti gli oggetti sullo schermo sono stati distrutti, il giocatore viene introdotto ad un livello bonus in cui il giocatore verrà attaccato dagli oggetti denominati "star" (stella) e "spark" (scintilla). Il livello bonus dura finché il giocatore non distrugge tutti gli oggetti nemici oppure viene distrutto da uno di essi. Terminato il livello bonus, il giocatore accede al livello successivo.

### Controlli
Come il suo predecessore, anche in Space Duel il giocatore comanda la sua navicella mediante l'uso di 5 pulsanti, che controllano rispettivamente la rotazione (a sinistra o a destra), i motori, il fuoco (ogni navicella può sparare un massimo di 8 missili: quando uno di questi colpisce un oggetto, si rende nuovamente disponibile un missile), gli scudi (che, come in Asteroids Deluxe, una volta attivati proteggono la o le navicelle per un determinato periodo di tempo e non possono essere riattivati finché il giocatore non perde una vita), lo "start" (per avviare il gioco dopo l'inserimento dei soldi e per far partire la modalità selezionata) ed il "select" (per scegliere la modalità di gioco).

## Elementi del gioco

### Navicelle dei giocatori
Esistono 2 navicelle che possono essere comandate dai giocatori: esse si differenziano per il colore, rosso o verde, e per chi le può comandare. La navicella rossa è comandata dal giocatore uno mentre la navicella verde è comandata dal giocatore due. Nella modalità collegata il giocatore uno può controllare entrambe le navicelle. Però, in questo caso, il giocatore uno può attivare i motori solo della navicella rossa, rendendo il controllo più difficoltoso: questo è lo scotto da pagare per avere il doppio della potenza di fuoco. Le navicelle sono dotate, come in Asteroids Deluxe, di scudi protettivi azionabili dal giocatore.
Le navicelle possono ruotare e muoversi in ogni direzione. Esiste un certo "attrito" nel gioco per cui una navicella, se lasciata alla deriva, lentamente rallenterà fino a fermarsi del tutto. Qualunque collisione con un oggetto o uno sparo nemico risulta letale per la navicella. Fa eccezione la modalità collegata, in cui le navicelle possono assorbire due collisioni: la prima indebolirà una delle due navicelle, che vedrà ridotta la sua potenza di fuoca; la seconda distruggerà la navicella colpita, ed il fuoco inizierà a propagarsi sul collegamento finché, dopo un certo lasso di tempo, non avrà raggiunto anche l'altra navicella, distruggendo anche questa.

### Oggetti geometrici
Gli oggetti geometrici sono oggetti dalle forme più bizzarre che devono essere distrutti per poter passare al livello successivo. Ogni oggetto colpito si frammenta originando 2 pezzi medi; colpire un pezzo medio dà origine a 2 frammenti piccoli. Più i frammenti sono piccoli e più velocemente si muovono sullo schermo. Nuovi oggetti vengono inseriti ai livelli 1, 2, 4, 7, 10, 13 e 16.

### Detriti spaziali
I detriti sono indicati come una piccola croce pulsante che si muove per lo schermo. Il numero di detriti presenti aumenta di 1 unità per livello, fino ad un massimo di 5. I detriti fluttuano nello schermo in una direzione: se vengono colpiti da uno sparo cambiano colore e diventano aggressivi, iniziando a seguire la navicella del giocatore. I detriti possono essere colpiti finché non diventano bianchi: a questo punto un ulteriore colpo li fa scomparire. Essi però riappaiono istantaneamente e con una maggior capacità di individuare la posizione della navicella del giocatore.

### Satelliti e dischi volanti
Questi oggetti compaiono sullo schermo con una frequenza che, con il passare del tempo, aumenta sempre più. Insieme al loro numero aumenta anche la loro accuratezza ed aggressività: con il prosieguo del gioco, il numero di colpi sparati verso la navicella del giocatore aumenta, diminuendo nel contempo quelli sparati verso gli altri oggetti. Ogni tanto appaiono un disco volante rosso ed uno verde che si muovono orizzontalmente sullo schermo e si sparano vicendevolmente, mentre la distanza che li separa aumenta lentamente.

### Stelle e scintille
Le stelle e le scintille appaiono di solito solo nei livelli bonus ma possono anche apparire in un livello normale. Le stelle si muovono mediante una linea retta da un lato dello schermo ad un altro: quando escono dal lato opposto dello schermo diventano scintille. Le scintille partono in una direzione qualunque. Col passare del tempo, però, acquistano l'abilità di girarsi e di orientarsi nella direzione della navicella del giocatore fino ad arrivare a colpirla con estrema accuratezza. Se il giocatore muore durante un livello bonus, inizierà nuovamente la partita dal livello successivo.

## Porting
Space Duel è incluso nell'Atari Anthology, una raccolta di giochi Atari per Windows, Xbox e PlayStation 2, e nella versione per PlayStation della raccolta Atari Anniversary Edition.
Un porting di Space Duel è stato distribuito nell'Atari Flashback 2 (è riprodotta solo la modalità a singolo giocatore).
Space Duel è stato resto disponibile anche nel servizio Game Room per Xbox 360 e Windows.